# 黄色脂肪症
黄色脂肪症（おうしょくしぼうしょう、yellow fat disease）とは体脂肪が黄色を示し異臭を放つ状態。高度不飽和脂肪酸を多く含む魚屑などを飼料を給与した家畜に多くみられる。特に豚における発生が多く、黄豚（yellow pork）と呼ばれる。豚では特徴的な症状を示さないが、本症を示す母豚より生まれた子豚は死亡率が高い。解体時に脂肪の色やにおいに異常が認められる。治療は肥育後期の豚では前記の飼料を控えることが望ましい。脂質の過酸化防止のためには、飼料にビタミンEを添加することが有効である。